# هنري الثاني ملك قشتالة

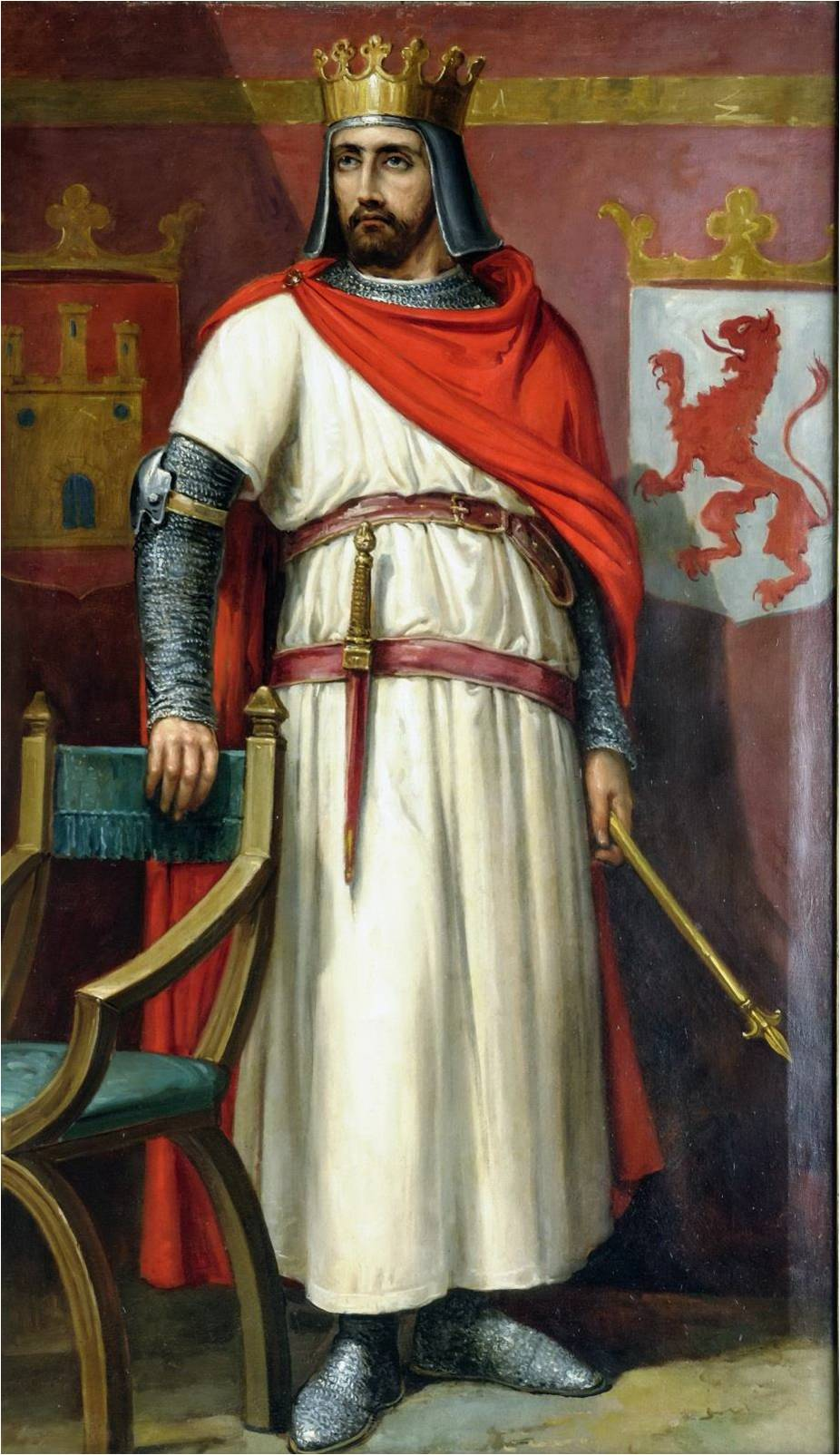
صورة تخيلية لملك, رسمت من قبل خوسيه ماريا رودريغيز دي لوسادا، بين عامي 1892-1894

إنريكي الثاني أو إنريكي تراستمارا (13 يناير 1334 - 29 مايو 1379) هو ملك قشتالة وليون بين عامي (1366-1367) و(1369-1379)، وهو الابن غير الشرعي لـ ملك قشتالة ألفونسو الحادي عشر وعشيقته ليونور دي غوزمان وأيضا هو مؤسس بيت تراستمارا العريقة، وهي نفس العائلة المالكة التي طردت المسلمين من الأندلس عام 1492.

## حياته
وكان إنريكي الابن الرابع من أصل اثني عشر ابناً غير شرعي لملك ألفونسو الحادي عشر من قشتالة و ليونور دي غوزمان هي حفيدة ألفونسو التاسع ملك ليون، قد ولد باعتباره التوأم بحيث كان الصبي الأول للزوجين الذي يصل إلى مرحلة البلوغ، وكان شقيقه التوأم فارديكي ألفونسو لورد هارو.
وعند الولادة تبناه رودريغو ألفاريث دي لاس أستورياس إلا رودريغو توفي في العام التالي وبذلك ورث إنريكي أملاكه في نورينيا، وجعله والده في وقت لاحق كونت تراستامارا ولورد ليموس وساريا في غاليسيا، ومدن كابريرا وريبيرا التي تشكل تُراثا كبيراً وهاماً في الشمال الشرقي من شبه الجزيرة، جعله على رأس سلالة جديدة تراستامارا الأسرة الناشئة عن الفرع الرئيسي برغونة-إيفريا.
في عهد ألفونسو الحادي عشر أعطى لـ عشيقته ليونور عدد كبير من الألقاب والامتيازات لأبنائهم، سبب هذا الاستياء بين العديد من النبلاء وخاصة الملكة ماريا البرتغالية ووريثه بيدرو الأول والمعروف باسم بيدرو القاسي.
كانت لديهم فرصة لانتقام عندما توفي والده ألفونسو الحادي عشر بشكل غير متوقع من الحمى في حصار جبل طارق في مارس 1350، بذلك أصبح ليونور وإنريكي وأخوته خائفين من شقيقهما الملك الجديد بحيث يستطيع أن يفعل لهم أي شيء، على الرغم من أن ليونور وأبنائها توصلوا إلى اتفاق مع بيدرو للعيش بسلام في بلاطه، إلا أن الحالة ظلت غير مستقرة، بحيث أن إنريكي وأخوته فاريكي وتيلو وسانشو نظموا العديد من حركات التمرد ضد شقيقهم الملك، وأيضا لتعزيز موقفهم وكسب الحلفاء تزوج إنريكي من خوانا مانويل ابنة خوان مانويل أمير بليانة بحيث كان من أكثر النبلاء شهرةً في ذلك الوقت، وعام 1351 قام خوان ألفونسو دي ألبوركيركي والملكة الأم ماريا البرتغالية باقناع الملك بزج ليونور في السجن، ولذلك أمر بإدخالها إلى السجن، وأعدمها في تالافيرا دي لا رينا.
بعد ذلك فر إنريكي إلى البرتغال إلا أنه تم عفا عنه في وقت لاحق وعاد إلى قشتالة، ومع ذلك ثأر مرة أُخرى في أستورياس في 1352، على الرغم من تخلله الصلح مرة أخرى إلا أنه تمرد ضده مرة أخرى في حرب طويلة ومتقطعة، والتي انتهت بـ لجوئه لفرنسا، حيث دخل في خدمة جان الثاني ملك فرنسا.
بعد فترة وجيزة إنريكي ورجاله قضى وقتاً مع جيش بيدرو الرابع ملك أراغون في حربهم ضد قشتالة في 1358، خلال هذا الصراع انهزم وأصبح سجين في ناجرة في 1360، تم تحريره بمساعدة خوان راميريث دي أريانو، وهرب إلى فرنسا مرة أخرى.
ثم عاود بيدرو الرابع ملك أراغون الهجوم على قشتالة مرة أخرى ووافق إنريكي على مساعدته، بشرط أن يدعمه خلال الانقلاب على شقيقه بيدرو ملك قشتالة وبذلك غرقت قشتالة في حرب أهلية، وكانوا حلفائه الأراغوانيين والفرنسيين، وبدعم من المرتزقة الكونستابل برتراند دي غاسكلين استطاعوا إزاحة بيدرو من العرش الذي فر نحو آكيتين، وهكذا أعلن هنري الملك في كالاهورا (1366)، وفي المقابل كان عليه أن يكافئ حلفائه بالألقاب والثروات لدفع ثمن المساعدة التي قدمت له.
خلال هذا الوقت استطاع بيدرو القاسي تنظيم حملة لغزو قشتالة بمساعدة من الإنجليز في الشمال من جبال البرانس، وبدعم الأمير إدوارد قاتل مرة أخرى مع الجيش ضخم من الفرسان والرماة بحيث استطاع دحر شقيقه إنريكي في معركة ناجرة الذي فر نحو فرنسا تحت حماية الملك شارل الخامس، ومع ذلك استطاع تنظيم حملة للغزو لاستعادة العرش بمساعدة من العديد من المتمردين القشتاليين والفرنسيين بقيادة برتران دي غاسكلين، واستطاعوا هزيمة بيدرو في معركة مونتايل في 14 مارس 1369 وبل تمكن إنريكي أخيراً من قتل شقيقه بيدرو بعد المعركة.
مع ذلك قبل أن يستقر في عرشه والقدرة على تسليمه السلطة لابنه خوان، تلقى إنريكي هزيمة من فرناندو الأول ملك البرتغال ودخل في حروب عرفت تاريخياً (الحروب فرديناند الثلاثة) وكان الحليف الرئيسي لفرناندو في هذه الحروب جون غونت دوق لانكاستر زوج كونستانس القشتالية ابنة بيدرو الأول، في حين كان إنريكي متحالفاً مع شارل الخامس ملك فرنسا، على حد تعبيره كانت البحرية القشتالية تحت تصرف الملك شارل حيث لعبت دورا رئيسيا في حصار لاروشيل ، ومعركة لا روشيل بحيث استطاعوا هزيمة الإنجليز.
إنريكي جزى حلفائه، لكنه كان لا يزال يدافع عن مصالحه في مملكة قشتالة وليون. بالتالي لم يفي لملك أراغون الأراضي التي كان قد وعد به في الأوقات الصعبة.
ثم دخل إنريكي في الحرب ضد البرتغال وإنجلترا التي كانت ضمن حروب المائة عام، بالنسبة لمعظم فترة حكمه الثانية كان عليه محاربة جون غونت نجل إدوارد الثالث من إنكلترا الذي طالب بالعرش القشتالي بالنيابة عن زوجته الثانية التي كانت ابنة بيدرو انفانتا كونستانس القشتالية، وفي سياسته الداخلية بدأ لإعادة بناء المملكة؛ ومعاداة اليهود حتى ولو كان قد خاض ضدهم في الحرب الأهلية؛ وسرع التحول من الإدارة الملكية؛ وعقدت محاكم عديدة، في السياسة الخارجية كان يفضل فرنسا على إنجلترا .
إنريكي كان يحتمل أن يكون أول منذ الملك القوط الغربي أجيكا ينفذ سياسات معادية لليهود في شبه الجزيرة الايبيرية كجزء من سياسته.
توفي في 29 مايو 1379 في سانتو دومينغو دي لا كالسادا، ابنه خوان الأول خلفه على العرش.